# Euston Station
Euston Station eller London Euston er en endestation i det centrale London. Den er den sjette travleste jernbaneterminal i London målt på passagertal. Den er en af 18 jernbanestationer, der bestyres af Network Rail, og er den sydlige endestation for West Coast Main Line. Euston er den primære jernbaneport i London for rejser til West Midlands, Nordvestengland, Nordwales og dele af Skotland. De vigtigste langdistrancedestinationer er Coventry, Birmingham, Stoke-on-Trent, Manchester, Liverpool, Carlisle og Glasgow.
Euston Station er den primære gateway historisk og øjeblikkeligt fra London til Irland, rejsende med tog til Holyhead og færge til Dún Laoghaire og langs banen til Dublin. Historisk var der også en rute til Belfast via Stranraer over WCML så langt som Carlisle, og herfra via Castle Douglas and Dumfries Railway, men denne rute blev dog lukket i 1960'erne som en del af Beeching Axe-reformerne.
Den er forbundet til Euston Tubestation og er nær Euston Square Station, der begge er en del af London Underground-netværket. Den er også en kort gåtur fr King's Cross Station, den sydlige endestation på East Coast Main Line. Alle disse stationer er i takstzone 1.

## Historie
Selvom den nuværende stationsbygning er i den internationale modernistiske stil, var Euston Londons første InterCity-station.
Stationen og jernbanen, den betjener, har oplevet flere ændringer i ledelsen, da den har været ejet på skift af London and Birmingham Railway (1837–1845), London and North Western Railway (1846–1922), London, Midland and Scottish Railway (1923–1947), British Railways (1948–1994), Railtrack (1994–2001) og Network Rail (siden 2001).

### Tidligere bygning
Den oprindelige station blev åbnet den 20. juli 1837, som endestation for London and Birmingham Railway, anlagt af William Cubitt. Den blev designet af en velkendt klassisk arkitekt, Philip Hardwick, med en 61 m lang banegårdshal af konstruktionsingeniøren Charles Fox. I begyndelsen havde den kun to perronspor, et til afgange og et til ankomster. Hardwick tegnede også et 22 m højt dorisk propylæum, hvilket gør den til den største nogensinde, som blev rejst ved stationens indgang som en porticus og blev kendt som Euston Arch. Birmingham to London-banens ingeniør, Robert Stephenson planlagde oprindeligt jernbanen gennem Nordlondon med endestation hvor King's Cross Station er i dag. Der var dog stor modstand fra grundejerne, så han blev tvunget til at anlægge jernbanen gennem Tring, Watford og Harrow og med endestation på Eustons nuværende grund.
Indtil 1844 blev togene trukket op af stigningen til Camden Town af kabler, da Lov om London and Birmingham Railway's forhindrede brugen af lokomotiver i Euston-området. Dette forbud siges at være krævet af Lord Southampton, der ejede en grund op til denne del af banen.
Stationen voksede hurtigt gennem de efterfølgende år, som trafikken blev forøget. I 1840'erne blev den massivt udvidet med åbningen af den spektakulære Great Hall (tegnet af Hardwicks søn, Philip Charles Hardwick) i 1849, i klassisk stil. Den var 38 m lang, 19 m bred og 20 m høj, med et kassetteloft og et overvældende dobbelt trappeløb til kontorer i salens nordlige ende. Den arkitektoniske billedhugger John Thomas lavede otte allegoriske statuer, der repræsenterede byerne langs banen: London, Liverpool, Manchester, osv. Stationen var længere fra Euston Road end den forreste del af moderne kompleks. Den lå på Drummond Street, der nu ender ved siden af stationen, mens den dengang gik hele vejen på tværs af facaden. En kort vej, Euston Grove, gik fra Euston Square mod buen. To hoteller, Euston Hotel og Victoria Hotel, flankerede den nordlige halvdel af denne indkørsel.
Bortset fra et par småhuse på Euston Road og statuerne, der nu er på forpladsen, overlevede kun få relikvier fra den gamle station. National Railway Museums samling i York indeholder en mindeplade og E.H. Baileys statue af George Stephenson, begge fra The Great Hall, indgangsportene og en LNWR drejeskive fra 1846, der blev fundet under nedrivningen.
- Den tidligere Great Hall på Euston Station.
- Euston Arch, ca. 1851
- LNWR krigsmindesmærke
- LNWR indgangshus i Portland-sten

### Ny bygning
I begyndelsen af 1960'erne blev det besluttet at den gamle bygning ikke længere var tilstrækkelig. På trods af et ramaskrig fra befolkningen blev den gamle stationsbygning (inklusive Euston Arch) revet ned i 1961-62 og erstattet af en ny bygning. Åbningen af denne i 1968 kom efter elektrificeringen af West Coast Main Line, og den nye konstruktion skulle symbolisere den kommende "elektriske tidsalder". Taylor Woodrow Construction Ltd vandt totalentreprisen i 1961, med projekteringen udført af BR's egne arkitekter, konsuleret af Richard Seifert & Partners, der også var ansvarlige for anden del af Euston-komplekset i slutningen af 1970'erne, der indebar en busterminal og tre kontortårne opført syd for stationsplazaen.
Den moderne station er en 197 m lang lav bygning. Anden fase, der var fuldendt i slutningen af 1970'erne, består af en busterminal og tre lave kontortårne, der ligner de tilstødende på Melton Street og Eversholt Street, og var oprindeligt benyttet af British Rail, derefter Railtrack og siden Network Rail, der optager næsten alle tårnene. Alle disse bygninger er i en funktionalistisk stil og det primære beklædningsmateriale er polerede mørke sten, suppleret med hvide fliser, beton og glas. Stationen har en enkelt stor forhal med det sædvanlige udvalg af butikker og spisesteder, og ligger adskilt fra banegårdshallen. Et par små levn af den gamle station blev bevaret: to indgangshuse i Portland stone (hvor den ene var en bar kun for kvinder fra 1995 til 2008) og et krigsmindemærke på Euston Road, men dette var langt fra en effektiv sutteklud for dem, der var krænket over tabet af den gamle bygning. En statue af Robert Stephenson udført af Carlo Marochetti, som stod i den gamle billethal, står nu på forpladsen, hvor den ser ned på et fast food-salgssted.
Der er en stor statue af Eduardo Paolozzi kaldet Piscator (dedikeret til den tyske teaterinstruktør Erwin Piscator) foran gårdhaven. En række andre kunststykker, inklusive lave stenbænke af Paul de Monchaux omkring gårdhaven, blev bestilt af Network Rail i 1990'erne.
Euston håndterer en intensiv togbetjening og stor passagermængde, og tilbyder flere faciliteter. Stationen indeholder en række forplejningsenheder og butikker, en stor billethal og, på trods af sin beliggenhed i det centrale London, en lukke parkeringsplads med over 200 pladser.
Afskærmningen og placeringen af perronerne væk fra en rummelig forhal giver et venteområde, der er beskyttet mod vind og vejr, mens områder foran InterCity-perronerne gør det muligt for ventende passagerer at stå i kø uden at forhindre flowet i stationens vigtigste del. Passagerflowet er yderligere beskyttet af placeringen af den primære afgangstavle på en måde, der opfordrer ventende til at gå væk fra indgangene til perronerne, og gennem en gang under forhallen, der giver en direkte forbindelse mellem pendlerperronerne (8–11) og Underground-stationen.
Manglen på dagslys på stationens perroner er en ugunstig forskel fra de mere traditionelle victorianske jernbanestationer, hvis banegårdshaller typisk har glastag, men ved brug af rummet over disse til pakkelager gav så stort et rum som muligt i stueetagen til perroner og passagerfaciliteter.
Stationen har 18 perronspor. Spor 8 til 11 bruges primært til London Overground og London Midland-pendlertog, og er udstyret med automatiske billetbomme. To perroner er ekstra lange, for at have plads til de 16-vogns lange Caledonian Sleeper-tog. Nogle gange er der manuelle billetkontroller på perronerne, der ikke har billetbomme.
- Den nuværende banegårdshal.
- Spor 8, set mod stopbommen.
- Stationsskiltning
- Euston Station og tilhørende kontorer.

### Arkitektonisk kontrovers
Eustons 1960'er-stil er gentagne gange blevet beskrevet som "hæslig", "en snusket, grå, vandret intethed" og en afspejling af "den smagløse glans sin tid" fuldstændigt mangler, i både "situationsfornemmelse og eventyr, som den store Viktorianske terminal gav den rejsende". I The Times skrev Richard Morrison, at "selv med tressernes dystre standarder for arkitektur er Euston en af de væmmeligste betonkasser i London: blottet for enhver dekorativ kvalitet; tilsyneladende udtænkt for at fremkalde maksimal angst blandt passagererne; og en skændsel for de omkringliggende gader. Designet skulle aldrige have forladt tegnebrættet — ja, hvis det nogensinde var på et tegnebræt. Den giver indtrykket af at være kradset ned på bagsiden af en snavset papirspose af en voldelig androide med en nag mod menneskeheden og en vampyrisk afsky for sollys".
Adgang til dele af stationen er besværlig for handicappede. Ramperne der går fra forhallen og ned til perronniveau er for stejle for kørestole uden hjælp, men efter installationen af elevatorer i maj 2010 er det nu muligt nemt at komme til taxaholdepladserne og Underground-stationen fra forhallen.
Nedrivningen af den gamle Euston Station i 1962 er blevet beskrevet som "et af de største arkitektoniske hærværk efter 2. verdenskrig i Storbritannien" og menes at være blevet endeligt straffet af den daværende konservative premierminister Harold Macmillan. Den nye banegårdshal har et lavt fladt tag, hvilket på ingen måde matcher den rummelige stil som Londons store banegårdshaller fra det 19. århundrede. Forsøgene på bevarelse af den gamle bygning, ledt af den senere Poet laureate Sir John Betjeman, førte til dannelsen af The Victorian Society og varslede den moderne bevaringsbevægelse. Dette tab har, trods alt, reddet den nærliggende højgotiske St Pancras Station, da den ligeledes stod overfor nedrivning af British Rail i 1966, da denne bevaringsbevægelses handlinger i sidste ende førte til dennes renovering i 2007, som endestation for højhastighedsbanen til det europæiske fastland.
Nedrivningen af den oprindelige bygning er ofte sammenlignet med nedrivningen af New Yorks Pennsylvania Station i 1964, da disse handlinger alarmerede begge byers bevaringsforkæmpere om vigtigheden om bevarelse af historiske bygninger.

### 1973: IRA-angreb
Omfattende men overfladiske skader blev forårsaget på stationen af en IRA-bombe, der eksploderede nær en snackbar kl. 13:10 den 10. september 1973. 8 pendlere kom til skade. Metropolitan Police havde modtaget en treminutters advarsel, men kunne ikke evakuere stationen fuldstændig før enheden eksploderede. I 1974 blev den psykisk syge Judith Ward dømt for denne og andre forbrydelser, på trods af beviset mod hende var meget suspekt. Hun blev fuldstændigt frikendt i 1992, og den faktiske synder er aldrig blevet pågrebet.

### Privatisering
Ejerskabet af stationen overgik fra British Rail til Railtrack plc i 1994, og senere overdrevet til Network Rail i 2002 efter Railtrack-fiaskoen.

## Fremtid

### Ombygning
I 2005 blev det rapporteret at Network Rail har et langsigtet mål om ombygning af stationen, med fjernelse af bygningerne fra 1960'erne og dannelse af en hel del mere kommerciel plads ved at udnytte luftrettighederne over perronerne.
I december 2005 annoncerede Network Rail planer om anlæg af en gangtunnel mellem stationen og Euston Square Underground-station som en del af saneringen af Euston Station, for at skabe en direkte forbindelse mellem de to Euston Stationer, der i øjeblikket er adskilt af en femminutters gåtur langs Euston Road.

#### 2007-planer
Den 5. april 2007 annoncerede British Land at de havde vundet udbuddet om nedrivning af den eksisterende 40 år gamle bygning og genopbygning af terminalen, til omkring £250.000.000 af det samlede saneringsbudget på £1.000.000.000. Herved vil antallet af perroner øges fra 18 til 21. Medier skrev primo 2008 at den gamle Euston Arch kunne blive genopbygget.
Sydney & London Properties lancerede, som projektrådgiver for Euston Estate Limited Partnership, en Vision Masterplan i maj 2008 med målet om en stimulerende debat om fremtiden for stationen og de omkringliggende nabolag.

#### 2011-planer
I september 2011 blev planerne om nedrivning af Euston Station annulleret og Aedas blev valgt til at give den eksisterende Richard Seifert-terminal en makeover i stedet.

### High Speed 2
Den 11. marts 2010 annoncerede transportministeren, at Euston er den foretrukne sydlige endestation for den foreslående High Speed 2-bane til Birmingham og Nordengland. Dette vil indebære en udvidelse af stationen mod syd og vest for at gøre plads til tilstrækkeligt lange, nye perroner. Disse planer vil, hvis de føres videre, hindre ombygningsplanerne fra 2007 fra at blive fuldført og vil indebære en komplet ombygning (inklusive nedrivning af 220 Camden Council-lejligheder). Halvdelen af stationen vil betjene konventionelle tog og den nye halvdel vil betjene højhastighedstog. Forslaget indeholder genetablering af den gamle Euston Arch.
Stationen vil have 24 perronspor og betjene både højhastigheds- og klassiske baner. Disse vil ligge på et lavt niveau, mens de nedrevne lejligheder erstattet af en signifikant bygning over perronerne. Underground-stationen vil også blive renoveret og forbundet til Euston Square Station. Når High Speed 2 forlænges videre fra Birmingham, tror borgmesterens kontor, at det vil være nødvendigt at anlægge Chelsea–Hackney line via Euston for at aflaste trykket fra de 10.000 ekstra passagerer.
For at kunne aflaste Euston under og efter renoveringen for High Speed 2, har HS2 Ltd foreslået at stoppe London Overground-tog mellem Euston og Queen's Park, og omlægge otte London Midland-tog pr. time fra Milton Keynes til Crossrail.

## Betjeninger
Fire togoperatører benytter Euston:
Virgin Trains opererer et omfattende ekspresnetværk, fra spor 1-7 og 12-18.
- 3 tog pr. time til Birmingham New Street, hvor mindst 1 tog pr. time forlænges til Wolverhampton, heraf er to pr. dag of sammensat af Birmingham New Street til Glasgow Central- og Edinburgh Waverley-tog
- 3 tog pr. time til Manchester Piccadilly; to via Stoke-on-Trent og et via Crewe
- 1 tog pr. time til Liverpool Lime Street via Stafford
- 1 tog pr. time til Chester, hvor nogle forlænges langs North Wales Coast Line til Bangor og Holyhead, for de forbindende færger til Dún Laoghaire og Dublin Port, eller Wrexham General, alle via Crewe
- 1 tog pr. time til Glasgow Central

London Midland kører langdistancependlertog og tog til yderliggende forstæder, fra spor 8-11, 12-15 og 17.
- 2 tog pr. time til Tring
- 1 tog pr. time til Milton Keynes Central
- 1 tog pr. time til Northampton
- 2 tog pr. time til Birmingham New Street via Northampton
- 1 tog pr. time til Crewe via Northampton

London Overground kører lokale pendlertog, normalt fra spor 9.
- 3 tog pr. time til Watford Junction via lokale stationer i Nordvestlondon.

First ScotRail kører to daglige nattog til forskellige skotske byer.
- Highland-nattog til Aberdeen via Kirkcaldy og Dundee, Fort William via Dalmuir, og Inverness via Stirling og Perth
- Lowland-nattog til Glasgow Central og Edinburgh Waverley via Carlisle

| Foregående station                  |  | London Overground                                        |  | Efterfølgende station |
| ----------------------------------- |  | -------------------------------------------------------- |  | --------------------- |
| South Hampsteadmod Watford Junction |  | Watford DC Line                                          |  | Endestation           |
| Foregående station                  |  | National Rail                                            |  | Efterfølgende station |
| Watford Junction                    |  | First ScotRail Lowland Caledonian Sleeper                |  | Endestation           |
| Crewe                               |  | First ScotRail Highland Caledonian Sleeper (sydgående)   |  | Endestation           |
| Watford Junction                    |  | First ScotRail Highland Caledonian Sleeper (nordgående)  |  | Endestation           |
| Watford Junction                    |  | London Midland London — Crewe                            |  | Endestation           |
| Harrow & Wealdstone                 |  | London Midland London - Birmingham                       |  | Endestation           |
| Watford Junction                    |  | Virgin Trains WCML Birmingham-gren                       |  | Endestation           |
| Tamworth                            |  | Virgin Trains London - Glasgow                           |  | Endestation           |
| Milton Keynes Central               |  | Virgin Trains London - Chester/ Holyhead/Wrexham General |  | Endestation           |
| Watford Junction                    |  | Virgin Trains London - Liverpool                         |  | Endestation           |
| Watford Junction                    |  | Virgin Trains London - Manchester                        |  | Endestation           |
| Watford Junction                    |  | Virgin Trains London - Wolverhampton                     |  | Endestation           |
|                                     |  | Fremtidige forbindelser                                  |  |                       |
| Old Oak Common                      |  | TBA High Speed 2                                         |  | Endestation           |

## London Underground
Euston Station er direkte over og forbundet til Euston Underground-station, der betjenes af Victoria line og Northern line (både Bank- og Charing Cross-grenene). Euston Square Station på Circle line, Hammersmith & City line og Metropolitan line er fem minutters gang fra stationen langs Euston Road.
Hvis High Speed 2-banen, der vil have endestation på Euston, bliver til noget, har Transport for London (TfL) planer om at ændre den ellers sikrede rute for den foreslåede Chelsea–Hackney line til at inkludere Euston mellem Tottenham Court Road og Kings Cross St. Pancras. Som en del af ombygningen for High Speed 2, er det også foreslået at integrere Euston og Euston Square i en enkelt Underground-station.
| Foregående station                                                 |  | London Underground                 |  | Efterfølgende station                                        |
| ------------------------------------------------------------------ |  | ---------------------------------- |  | ------------------------------------------------------------ |
| Great Portland Streetmod Hammersmith                               |  | Skift på: Euston Square            |  | King's Cross St. Pancrasmod Edgware Road (via Aldgate)       |
| Great Portland Streetmod Hammersmith                               |  | Skift på: Euston Square            |  | King's Cross St. Pancrasmod Barking                          |
| Great Portland Streetmod Uxbridge, Amersham, Chesham eller Watford |  | Skift på: Euston Square            |  | King's Cross St. Pancrasmod Aldgate                          |
| Mornington Crescentmod Edgware, Mill Hill East eller High Barnet   |  | Charing Cross-grenSkift på: Euston |  | Warren Streetmod Kennington eller Morden (via Charing Cross) |
| Camden Townmod Edgware, Mill Hill East eller High Barnet           |  | Bank-grenSkift på: Euston          |  | King's Cross St. Pancrasmod Morden (via Bank)                |
| Warren Streetmod Brixton                                           |  | Skift på: Euston                   |  | King's Cross St. Pancrasmod Walthamstow Central              |